# التامانت (پنسیلوانیا)
التامانت، پنسیلوانیا (به انگلیسی: Altamont, Pennsylvania) یک منطقهٔ مسکونی در ایالات متحده آمریکا است که در شهرستان سچویلکیلل، پنسیلوانیا واقع شده‌است.

## خصوصیات
التامانت ۲٫۴ کیلومترمربع مساحت و ۲٬۶۸۹ نفر جمعیت دارد.